# Personalgrabmal der Norsholm-Västervik-Hultsfreds Järnvägar
Das Personalgrabmal der Norsholm-Västervik-Hultsfreds Järnvägar wurde für vier Mitarbeiter der schwedischen Eisenbahngesellschaft Norsholm-Västervik-Hultsfreds Järnvägar (NVHJ) errichtet. Das Grabmal befindet sich im Gamla kyrkogården in Västervik.

## Geschichte
In Schweden sind Gräber normalerweise Familiengräber. Nur in Ausnahmefällen gibt es Gräbermäler mit anderen gemeinsamen Verstorbenen, zum Beispiel für verstorbene Studenten aus verschiedenen Nationen an einer Universität. Das Grabmal von vier Mitarbeitern der NVHJ kennzeichnet den hohen Status der Verstorbenen bei der Eisenbahngesellschaft.

## Die Verstorbenen

### Carl Fredrik Edvin Emil Key
Carl Fredrik Edvin Emil Key, (* 7. Oktober 1822 in Edsbruk, † 31. Dezember 1892 in Visby) war einer der Befürworter für den Bau von Eisenbahnstrecken. Der Landbesitzer und Reichstagsabgeordnete lebte in Sundsholm im Socken Gladhammar. Er plädierte bereits in den 1850er Jahren für den Ausbau der Eisenbahn. Es dauerte jedoch bis 1878/79, bis die Pläne verwirklicht wurden und die drei Strecken Västervik–Hultsfred, Västervik–Åtvidaberg–Bersbo und Bersbo–Norsholm eröffnet werden konnten. Auf diese Weise erhielt Västervik Zugang zum Schienennetz und eine Verbindung nach Stockholm.
Dieser Eisenbahnbau beschäftigte viele Menschen, so waren im Herbst 1878 mehr als 2700 Eisenbahnbauer beschäftigt. Jede Strecke gehörte einer eigenen Eisenbahngesellschaft, aber die drei Unternehmen arbeiteten über ein gemeinsames Verkehrskomitee zusammen, das gemeinsame Fahrpläne festlegte. Das Komitee war verantwortlich für die Abwicklung gemeinsamer Dienstleistungen und für die Instandhaltung des Lokomotivparks.

### JF Borg Acrell
JF Borg Acrell war ausgebildeter Bauingenieur und arbeitete bei der Hultsfred-Westerviks Jernväg (HVJ), zunächst als Bauingenieur, der für die Gebäude der HVJ verantwortlich war. Dann wurde er Stationsinspektor in Jenny. Zuletzt war er als Bahningenieur tätig, eine der Positionen, die für alle drei Eisenbahnunternehmen gemeinsam verantwortlich war. Er wurde vom Verkehrskomitee ernannt.

### Axel Borg Acrell
Axel Borg Acrell war der Sohn von JF Borg Acrell. Er kam ebenfalls als Angestellter zum Eisenbahnunternehmen. Er starb 19-jährig im Krankenhaus von Åtvidaberg an Tuberkulose.

### Anders Gustaf Ståhle
Anders Gustaf Ståhle (* 8. Oktober 1844 in Botkyrka socken, Stockholms län; † 1915 in Västervik) war Ingenieur beim Väg- och vattenbyggnadskåren.
Major Anders Gustaf Ståhle übernahm 1883 die Verkehrsleitung für die drei Gesellschaften. Ståhle trat sein Amt in einer finanziell schwierigen Zeit an. Um die Wirtschaftlichkeit zu verbessern, wurden Einsparungen bei der Wartung vorgenommen. Als Ståhle 1912 nach fast 30 Jahren als Verkehrsleiter sein Amt niederlegte, war der Niedergang der Eisenbahnunternehmen eine Folge der anhaltend angespannten wirtschaftlichen Lage und stark vernachlässigter Wartung der Lokomotiven.

## Zusammenschluss der Gesellschaften
Ståhles Nachfolger John Mattsson befürwortete eine Fusion der drei Eisenbahnunternehmen. 1914 begann seine Arbeit Früchte zu tragen, als die beiden südlichen Gesellschaften  zur Hultsfreds-Västervik-Åtvidaberg-Bersbo Järnvägsaktiebolag (HVÅBJ) verschmolzen wurden.

## Berichtenswertes
Nach dem 1949 erfolgten Verkauf der Gesellschaft an Statens Järnvägar wurde der Gewinn in den „Fonden för utveckling och förbättrande av järnvägsförbindelserna i norra Kalmar län“ (in etwa „Fonds für die Entwicklung und Verbesserung der Eisenbahnverbindungen im nördlichen Kalmar län“) eingebracht. Davon wurden unter anderem der Bau einer Geburtsklinik in Västervik sowie wichtige Beiträge der Tourismusbranche in der Gemeinde finanziert.
Diese Gesellschaft ist heute der Haupteigentümer der Förvaltningsaktiebolaget Smålandsbanan (Verwaltungsaktiengesellschaft Smålandsbanan), auf dem Tjustbygdens järnvägsförening den Schienenverkehr auf der jetzt denkmalgeschützten Schmalspurbahn zwischen Västervik und Hultsfred betreibt.